# Bahnhof Dolní Poustevna

Der Bahnhof Dolní Poustevna (bis 1945 deutsch: Nieder Einsiedel) ist eine Betriebsstelle der Bahnstrecke Rumburk–Sebnitz. Er liegt auf dem Gebiet der Stadt Dolní Poustevna (Nieder Einsiedel) unter der Adresse Nádražní 232 in Tschechien. Dolní Poustevna ist Grenzbahnhof im Verkehr mit Deutschland.

## Geschichte
Der Bahnhof Dolní Poustevna besteht seit Eröffnung der Teilstrecke Nixdorf–Nieder Einsiedel der Bahnstrecke Rumburk–Sebnitz am 15. November 1904. Am 14. Juni 1905 ging die grenzüberschreitende Verbindung nach Sebnitz in Betrieb.

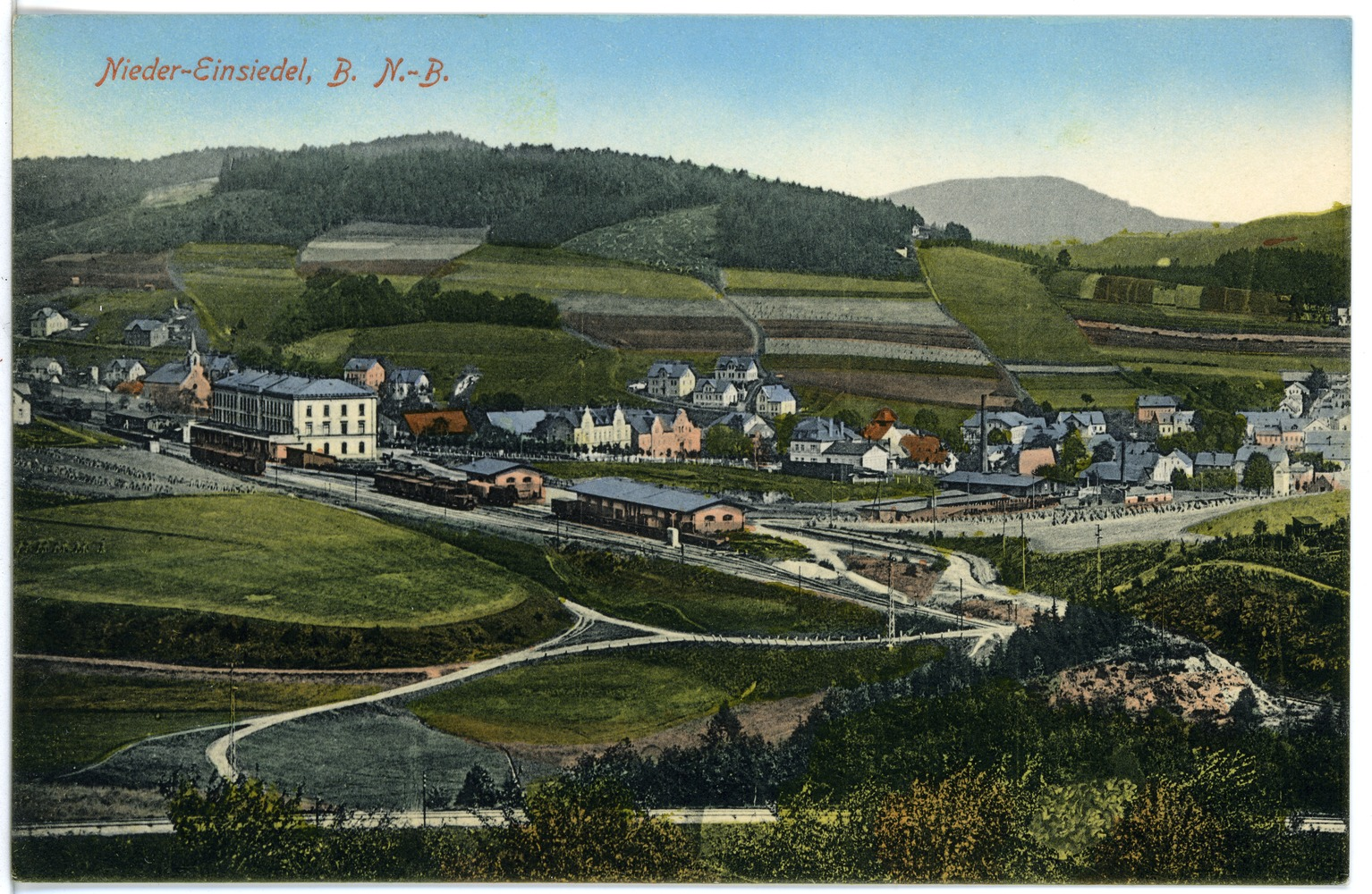
Bahnhof Nieder Einsiedel (um 1905)

Im Staatsvertrag zwischen Österreich-Ungarn und Sachsen vom 27. November 1898 war Nieder Einsiedel als Sitz des Grenzzollamtes vorgesehen, während der benachbarte Bahnhof Sebnitz als Wechselstation zwischen der Böhmischen Nordbahn (BNB) und den Königlich Sächsischen Staatseisenbahnen fungieren sollte. Die BNB errichtete darum in Nieder Einsiedel ein repräsentatives, für die Größe des Ortes überdimensioniert wirkendes Aufnahmsgebäude. Es enthielt im Erdgeschoss neben den Warteräumen 1. bis 3. Klasse ein Bahnhofsrestaurant, die Büros der Zollbeamten mit einem gemeinsamen Zollsaal und die für den Bahnbetrieb nötigen Einrichtungen. In der ersten Etage befanden sich insbesondere die Wohnungen der Zollbeamten und das Direktionsbüro der Böhmischen Nordbahn. In der zweiten Etage lagen die Wohnungen des Bahnhofspersonals und des Wirtes der Bahnhofswirtschaft.
Die Bahnanlage bestand aus insgesamt 3200 Meter Gleisanlagen mit 12 Weichen. Die Hochbauten bestanden neben dem Aufnahmsgebäude noch aus einem vierständigen Heizhaus sowie zwei Güterschuppen.
Vor dem Ersten Weltkrieg wurde der Bahnhof durch sechs Personenzugpaaren von und nach Rumburg bedient, von denen fünf weiter nach Sebnitz fuhren. Nach der Gründung des Staates Tschechoslowakei kam es zu einem ersten Bedeutungsverlust im grenzüberschreitenden Verkehr. Die offizielle tschechische Bahnhofsbezeichnung lautete zunächst Dolní Einsidl und später Dolní Poustevna. Der Winterfahrplan 1937 wies nur noch zwei Züge von und nach Sebnitz auf. Dafür gab es mehrere direkte Verbindungen von und nach Česká Lípa/Böhmisch Leipa.

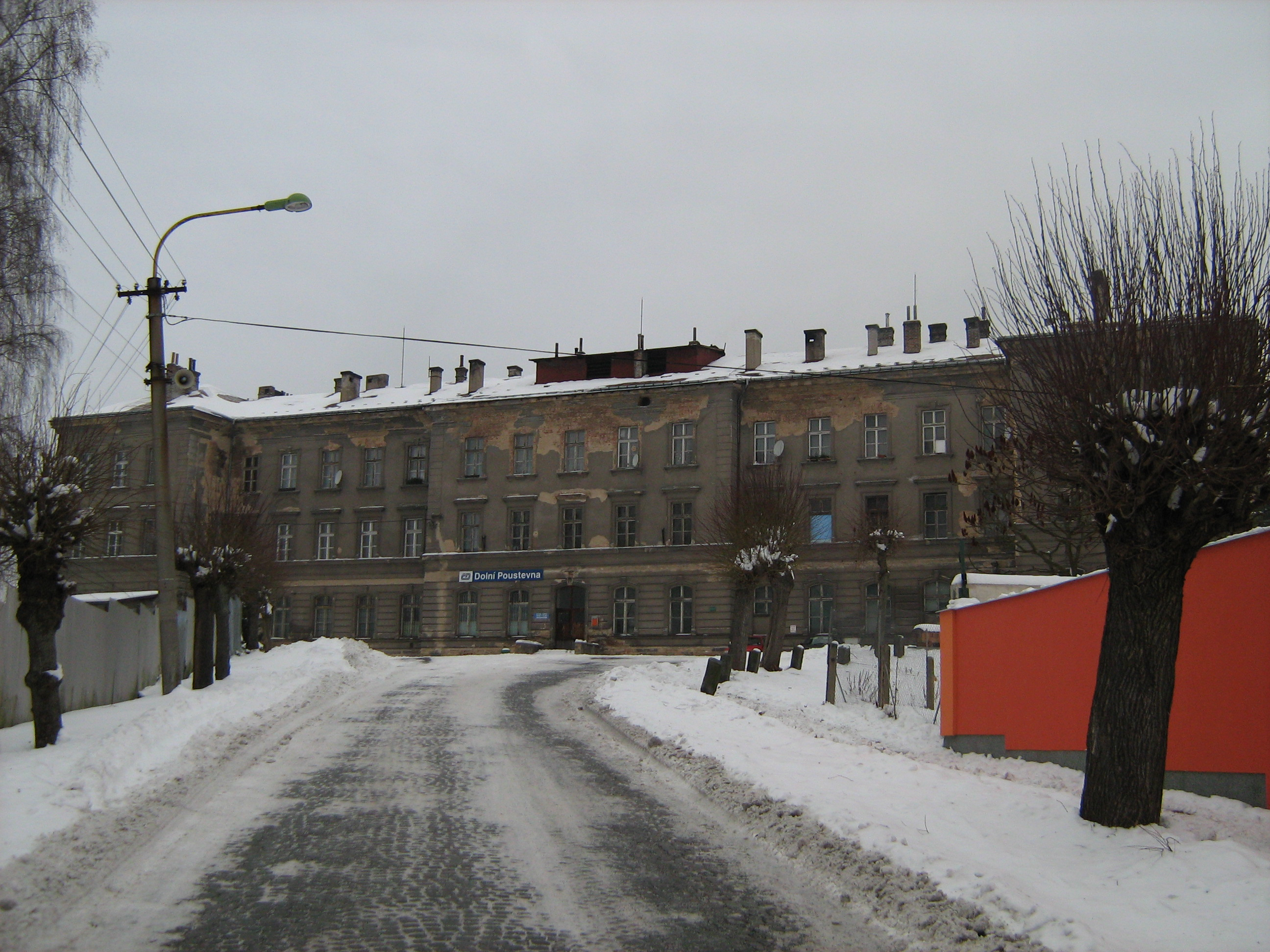
Aufnahmsgebäude, Straßenseite (2009)

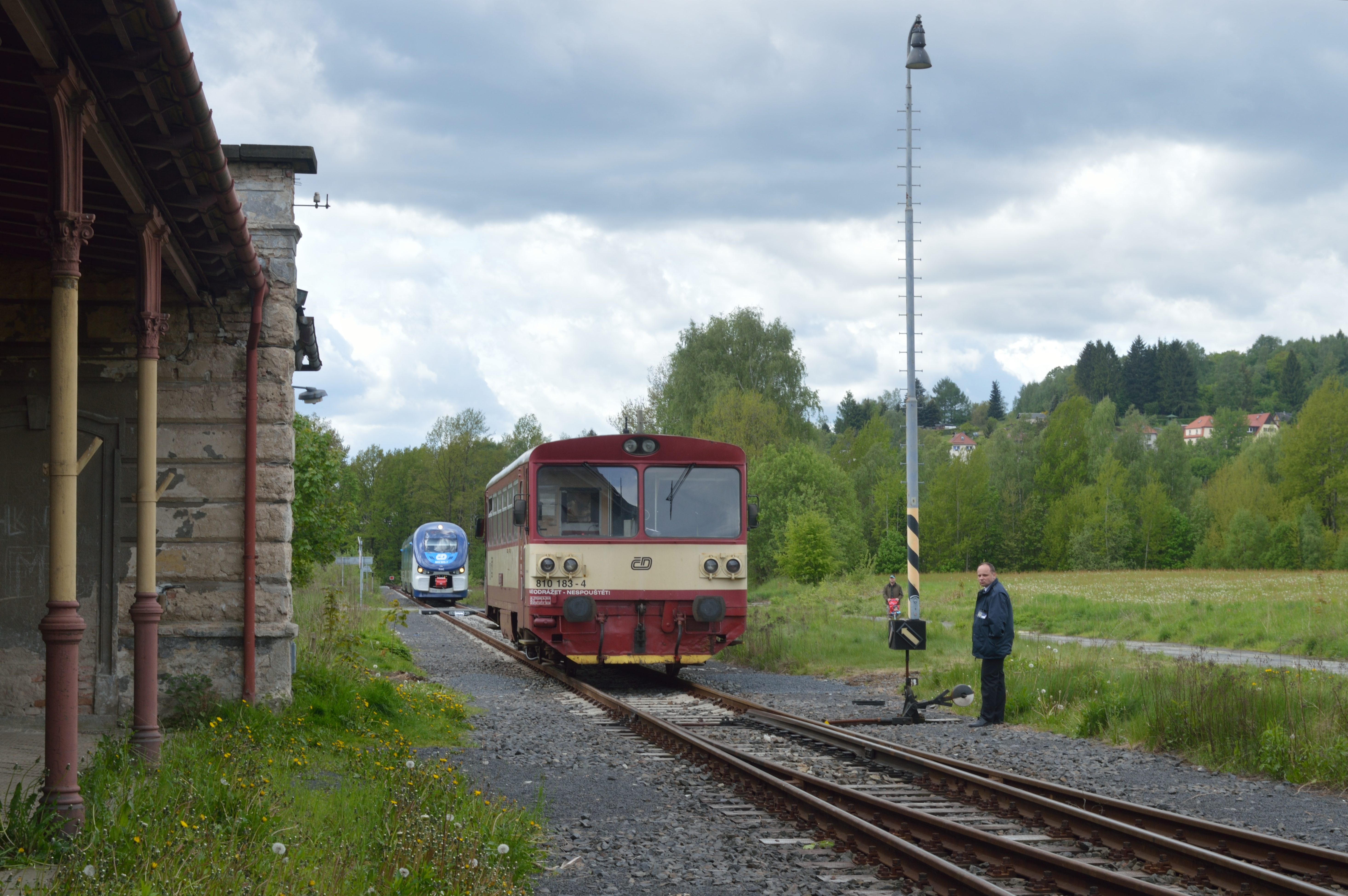
Zugverkehr am Bahnhof Dolní Poustevna vor Wiederaufnahme des grenzüberschreitenden Verkehrs. Der Triebwagen der Reihe 810 rangiert auf das verbliebene Ausweichgleis (Mai 2014)

Eine erste grundlegende Veränderung im Betrieb des Bahnhofs trat nach Angliederung des Sudetenlandes an Deutschland am 1. Oktober 1938 ein. Die Reichsbahndirektion Dresden führte die Betriebsstelle nun als Bahnhof Nieder Einsiedel. Aufgrund der nicht mehr existenten Staatsgrenze verlor er den Status als Grenzbahnhof. Die Deutsche Reichsbahn fuhr wieder direkte Personenzugläufe von Rumburg nach Sebnitz. Nur noch in Tagesrandlagen begannen und endeten Reisezüge in Nieder Einsiedel. Im Fahrplan von 1939 waren zwölf Personenzugpaare verzeichnet, im Kriegsjahr 1944 noch acht.
Nach der Wiedererrichtung des Staates Tschechoslowakei 1945 wurde der grenzüberschreitende Verkehr nicht wieder aufgenommen. Ein Rückbau von Gleisen und Anlagen erfolgte in diesem Zusammenhang jedoch nicht. Die Vertreibung der angestammten deutschböhmischen Bevölkerung bis 1946 führte zu einer deutlichen Verringerung der Verkehrsnachfrage. Sukzessive kam es zum Verfall der Hochbauten und Anlagen, die im früheren Umfang nicht mehr benötigt wurden.
Ein Umbau der Gleisanlagen erfolgte erst 2009 in Zusammenhang mit der Wiederinbetriebnahme der grenzüberschreitenden Verbindung nach Sebnitz. Seitdem besteht nur noch das durchgehende Hauptgleis mit einer Abzweigung zum Heizhaus sowie ein Ladegleis. Eine Umfahrmöglichkeit über ein Nebengleis besteht nicht mehr. Der Hausbahnsteig erhielt eine neue Bahnsteigkante mit einer einheitlichen Höhe von 550 mm über Schienenoberkante. Das große Aufnahmsgebäude wird heute nicht mehr für den Bahnbetrieb genutzt, es steht leer und verfällt. Dienstlich ist der Bahnhof Dolní Poustevna dem benachbarten Bahnhof Mikulášovice dolní nádraží unterstellt, wo der zuständige Fahrdienstleiter seinen Sitz hat.
Seit der Wiederaufnahme des grenzüberschreitenden Verkehrs am 5. Juli 2014 wird der Bahnhof Dolní Poustevna im Zweistundentakt von den Personenzügen der Linie U28 (Děčín–Rumburk) bedient.
Das ungenutzte Aufnahmsgebäude war im Herbst 2019 für 2,1 Millionen Kronen zum Verkauf an Dritte ausgeschrieben. Im Laufe des Jahres 2020 wurde es an eine Privatperson veräußert.